# Yoko Moriwaki
Yoko Moriwaki (森脇 瑤子, Moriwaki Yōko) (juin 1932 - 6 août 1945) est une jeune fille japonaise de 13 ans qui a vécu à Hiroshima lors de la Seconde Guerre mondiale. Son journal, un compte-rendu du Japon en guerre avant le bombardement d'Hiroshima, a été publié au Japon en 1996. Le journal a été publié par HarperCollins en anglais en 2013 sous le titre Yoko's Diary (« Le journal de Yoko » en français).

## Biographie
Yoko Moriwaki a vécu à Hiroshima pendant la Seconde Guerre mondiale et est décédée lors du bombardement atomique de la ville par les États-Unis. Son frère, Koji Hosokawa, qui a survécu à l'attaque d'Hiroshima, a rendu son journal disponible pour publication.
Moriwaki a commencé à tenir son journal en tant que travail pour son école, le lycée préfectoral d'Hiroschima pour filles no 1. En plus de faire la chronique de sa vie quotidienne, le journal est un registre du Japon en temps de guerre, couvrant des sujets allant des cours qu'elle suivait aux avions de guerre qu'elle apercevait volant au-dessus d'elle. Le journal commence le 6 avril 1945, peu avant son entrée à l'école, et la dernière entrée date du 5 août 1945, la veille du largage de la bombe atomique sur Hiroshima. Yoko Moriwaki est décédée dans la soirée du 6 août 1945, alors qu'elle était hospitalisée pour ses  blessures.
Moriwaki a été comparée à la chroniqueuse Anne Frank, connue pour son propre compte-rendu de la vie, en tant que juive, pendant la Seconde Guerre mondiale aux Pays-Bas. Comme Yoko Moriwaki, Anne Frank est décédée au cours de la Seconde Guerre mondiale.